# Lista över Johnny Takters större segrar
Lista över Johnny Takters större segrar som travkusk.

## Grupp 1-lopp
| År   | Lopp                                       | Häst             | Tränare              |
| ---- | ------------------------------------------ | ---------------- | -------------------- |
| 1985 | Hugo Åbergs Memorial                       | Matiné           | Bo W. Takter         |
| 1993 | Derbystoet                                 | Nilema Pearl     | Hans Adielsson       |
| 1994 | Svensk Uppfödningslöpning                  | Trophy Ås        | Johnny Takter        |
| 1997 | Gran Premio d'Europa                       | Kramer Boy       | Johnny Takter        |
| 1997 | Sprintermästaren                           | Kramer Boy       | Johnny Takter        |
| 1998 | Gran Premio Lotteria                       | Kramer Boy       | Johnny Takter        |
| 1999 | Gran Premio Palio Dei Comuni               | Moni Maker       | Jimmy Takter         |
| 2002 | Drottning Silvias Pokal                    | Blues Office     | Petri Puro           |
| 2003 | Forus Open                                 | Tout Ou Rien     | Lutfi Kolgjini       |
| 2007 | Drottning Silvias Pokal                    | Birminghim       | Harald Lunde         |
| 2007 | Svenskt Travderby                          | Commander Crowe  | Petri Puro           |
| 2007 | Svenskt Trav-Oaks                          | Sissel Godiva    | Catrin Fajersson     |
| 2007 | Breeders' Crown, 4-åriga hingstar/valacker | Commander Crowe  | Petri Puro           |
| 2008 | Danskt Travderby                           | Magic Sisa       | Gitte Madsen         |
| 2009 | Danskt Travderby                           | Nice Little Ärt  | Tomas Malmqvist      |
| 2010 | Elitloppet                                 | Iceland          | Stefan Melander      |
| 2010 | E3-final (korta), hingstar/valacker        | Deuxieme Picsous | Johan Lejon          |
| 2010 | Svensk Uppfödningslöpning                  | Global Noble     | Anna Forssell        |
| 2011 | Danskt Travderby                           | Peak             | Kari Lähdekorpi      |
| 2011 | Svensk Uppfödningslöpning                  | Fascination      | Lars I. Nilsson      |
| 2011 | Gran Premio delle Nazioni                  | Beanie M.M.      | Morten Waage         |
| 2012 | Norrbottens Stora Pris                     | Sanity           | Malin Löfgren        |
| 2012 | Svenskt Trav-Oaks                          | Fascination      | Lars I. Nilsson      |
| 2013 | Grosser Preis von Deutschland              | Dreams Take Time | Lars I. Nilsson      |
| 2013 | Derbystoet                                 | Fascination      | Lars I. Nilsson      |
| 2014 | Drottning Silvias Pokal                    | Backfire         | Tomas Malmqvist      |
| 2014 | Sprintermästaren                           | Happy Days       | Michael Lönborg      |
| 2014 | Breeders' Crown, 4-åriga ston              | Backfire         | Tomas Malmqvist      |
| 2015 | Drottning Silvias Pokal                    | Ruby Trap        | Stefan Melander      |
| 2015 | Hugo Åbergs Memorial                       | Creatine         | Jimmy Takter         |
| 2015 | St. Michel Ajo                             | Creatine         | Jimmy Takter         |
| 2016 | Gran Premio Lotteria                       | Oasis Bi         | Stefan P. Pettersson |
| 2017 | Drottning Silvias Pokal                    | Cash Crowe       | Petri Puro           |
| 2017 | Europeiskt championat för ston             | I Love Paris     | Björn Goop           |
| 2017 | Derbystoet                                 | Cash Crowe       | Petri Puro           |
| 2018 | Svenskt Trav-Kriterium                     | Inti Boko        | Timo Nurmos          |

## Grupp 2-lopp
| År   | Lopp                         | Häst               | Tränare           |
| ---- | ---------------------------- | ------------------ | ----------------- |
| 1988 | Europamatchen                | Nealy Lobell       | Johnny Takter     |
| 1991 | Klosterskogen Grand Prix     | Nealy Lobell       | Johnny Takter     |
| 1991 | Malmö Stads Pris             | Nealy Lobell       | Johnny Takter     |
| 1992 | Energima Cup                 | Nealy Lobell       | Johnny Takter     |
| 1992 | Sto-SM                       | Grace Ribb         | Hans Adielsson    |
| 1993 | Stosprintern                 | Nilema Pearl       | Hans Adielsson    |
| 1998 | Gran Premio Duomo            | Kramer Boy         | Johnny Takter     |
| 2003 | Treåringseliten              | Lill Adolf         | Lutfi Kolgjini    |
| 2009 | Jämtlands Stora Pris         | Glen Kronos        | Lutfi Kolgjini    |
| 2011 | Årjängs Stora Sprinterlopp   | Beanie M.M.        | Morten Waage      |
| 2011 | Gulddivisionens final, nov   | Sanity             | Malin Löfgren     |
| 2012 | Klosterskogen Grand Prix     | Beanie M.M.        | Morten Waage      |
| 2013 | Harper Hanovers Lopp         | Nougat Ås          | Bo Westergaard    |
| 2013 | Svenskt Mästerskap           | On Track Piraten   | Hans R. Strömberg |
| 2014 | H.K.H.Prins Daniels Lopp     | Truculent          | Lars I. Nilsson   |
| 2014 | Fyraåringseliten             | Corky              | Jimmy Takter      |
| 2014 | Fyraåringseliten för ston    | The Divine Miss F. | Helena Burman     |
| 2014 | Guldstoet                    | Diamond River      | Ola Samuelsson    |
| 2014 | Gulddivisionens final, sept  | On Track Piraten   | Hans R. Strömberg |
| 2014 | Svenskt Mästerskap           | On Track Piraten   | Hans R. Strömberg |
| 2014 | C.L. Müllers Memorial        | On Track Piraten   | Hans R. Strömberg |
| 2015 | Lovely Godivas Lopp          | Backfire           | Tomas Malmqvist   |
| 2015 | Gulddivisionens final, dec   | On Track Piraten   | Hans R. Strömberg |
| 2016 | Gulddivisionens final, april | On Track Piraten   | Hans R. Strömberg |
| 2016 | C.L. Müllers Memorial        | On Track Piraten   | Hans R. Strömberg |
| 2016 | Gulddivisionens final, nov   | On Track Piraten   | Hans R. Strömberg |
| 2016 | Gulddivisionens final, dec   | On Track Piraten   | Hans R. Strömberg |
| 2017 | Gulddivisionens final, feb   | On Track Piraten   | Hans R. Strömberg |
| 2017 | Svampen Örebro               | Maze Runner        | Marcus Lindgren   |
| 2018 | Guldstoet                    | A Sweet Dance      | Helena Burman     |

### Övriga
| År   | Lopp                                | Häst             | Tränare             |
| ---- | ----------------------------------- | ---------------- | ------------------- |
| 1985 | Elitloppet Consolation              | Matiné           | Bo W. Takter        |
| 1992 | Klass II-final, sept                | Prides Duchess   | John-Erik Magnusson |
| 1997 | Bronsdivisionens final, maj         | Super Somolli    | Petri Puro          |
| 1998 | Klass I-final, feb                  | Woolmark         | Ulf Norrby          |
| 1999 | World Trotting Derby                | Enjoy Lavec      | Jimmy Takter        |
| 2000 | Bronsdivisionens final, nov         | Count Eban       | Petri Puro          |
| 2004 | Klass I-final, aug                  | Inkato           | Petri Puro          |
| 2007 | Klass II-final, feb                 | Uncle Sund       | Kari Lähdekorpi     |
| 2007 | Klass I-final, april                | Commander Crowe  | Petri Puro          |
| 2007 | Bronsdivisionens final, nov         | Uncle Sund       | Kari Lähdekorpi     |
| 2007 | Klass II-final, nov                 | Global Mind      | Glen Norman         |
| 2007 | Klass I-final, dec                  | Cadeau K.        | Kari Lähdekorpi     |
| 2008 | Silverdivisionens final, mars       | Go On Pale       | Kari Lähdekorpi     |
| 2008 | Bronsdivisionens final, mars        | Cadeau K.        | Kari Lähdekorpi     |
| 2008 | Bronsdivisionens final, okt         | Brioni           | Joakim Lövgren      |
| 2009 | Bronsdivisionens final, jan         | Orso             | Kari Lähdekorpi     |
| 2010 | Silverdivisionens final, feb        | Omega Boko       | Timo Nurmos         |
| 2011 | Ina Scots Ära                       | Deuxieme Picsous | Johan Lejon         |
| 2011 | Peter Haughton Memorial             | Weingartner      | Jimmy Takter        |
| 2011 | Silverdivisionens final, nov        | Nick Nock        | Tomas Malmqvist     |
| 2012 | Silverdivisionens final, feb        | Jackal Face      | Helena Burman       |
| 2012 | Klass I-final, feb                  | Online d'Amour   | Mats Rånlund        |
| 2012 | Steinlagers Äreslöp                 | Beanie M.M.      | Morten Waage        |
| 2012 | Klass I-final, maj                  | Obama Gel        | Mikael Selin        |
| 2012 | Klass I-final, juni                 | Truculent        | Lars I. Nilsson     |
| 2012 | Klass I-final, dec                  | King Creole E.P. | Bo Westergård       |
| 2013 | Berth Johanssons Memorial           | David Sisu       | Petri Salmela       |
| 2013 | Klass I-final, maj                  | Rapide Marke     | Mikael Selin        |
| 2013 | Bronsdivisionens final, juni        | No Deal          | Flemming Jensen     |
| 2014 | Klass II-final, dec                 | Red Team Rex     | Bo Westergård       |
| 2015 | Klass II-final, mars                | Flex Lane        | Lars I. Nilsson     |
| 2015 | Klass II-final, aug                 | Digital Product  | Henrik Hoffman      |
| 2015 | Breeders Crown Open Trot            | Creatine         | Jimmy Takter        |
| 2016 | Silverdivisionens final, feb        | Scellino Luis    | Stig H. Johansson   |
| 2016 | Klass I-final, nov                  | Aron Palema      | Pär Hedberg         |
| 2017 | E.J:s Guldsko                       | Volstead         | Stefan Melander     |
| 2018 | Margaretas Tidiga Unghästserie, jan | A Sweet Dance    | Helena Burman       |
| 2018 | Margaretas Tidiga Unghästserie, maj | A Sweet Dance    | Helena Burman       |
| 2018 | Margaretas Tidiga Unghästserie, maj | Hevin Boko       | Timo Nurmos         |
| 2018 | Jim Doherty Memorial                | The Ice Dutchess | Jimmy Takter        |
| 2018 | The Owners Trophy                   | Volstead         | Stefan Melander     |